# Scottish FA Cup 1971/72
Der Scottish FA Cup wurde 1971/72 zum 87. Mal ausgespielt. Der wichtigste schottische Fußball-Pokalwettbewerb, der vom Schottischen Fußballverband geleitet und ausgetragen wurde, begann am 8. Dezember 1971 und endete mit dem Finale am 6. Mai 1972 im Hampden Park von Glasgow. Als Titelverteidiger startete der Rekordsieger Celtic Glasgow in den Wettbewerb. Im Vorjahresfinale hatten sich die Bhoys gegen die Rangers im Old Firm durchgesetzt. Im diesjährigen Endspiel um den Schottischen Pokal standen sich Celtic und Hibernian Edinburgh gegenüber. Für Celtic war es der vierte Einzug in das schottische Pokalfinale in Folge, bis zum Jahr 1975 waren es acht Finalteilnahmen in Folge. Durch einen 6:1-Sieg von Celtic gewann der Verein seinen insgesamt 22. Scottish FA Cup, womit der Rekord der errungenen Pokalsiege weiter ausgebaut wurde. Den ersten Triumph im nationalen Pokal gab es für die Bhoys in green im Jahr 1892. Das Ergebnis im diesjährigen Endspiel bedeutete den höchsten Finalsieg im Scottish FA Cup während des 20. Jahrhunderts. Der für Celtic spielende Stürmer John Deans war der erste Spieler in der Geschichte des schottischen Fußballs der in einem Finale des Scottish FA Cup, sowie im Scottish League Cup einen Hattrick erzielen konnte. Es war das vorletzte Endspiel um den schottischen Pokal das mehr als 100.000 Zuschauer besuchten. In der Saison 1971/72 gewann Celtic die schottische Meisterschaft und den Pokal, zudem stand die Mannschaft im Ligapokalfinale das gegen Partick Thistle verloren wurde. Durch den Sieg in der Meisterschaft nahm Celtic am Europapokal der Landesmeister teil. Die unterlegenen Hibs nahmen am Europapokal der Pokalsieger teil und erreichten dort das Viertelfinale.

## 1. Runde
Ausgetragen wurden die Begegnungen am 8. Dezember 1971. 
|                                  | Ergebnis |                       |
| -------------------------------- | -------- | --------------------- |
| Burntisland Shipbuilding Company | 2:0      | FC Coldstream         |
| Elgin City                       | 2:0      | FC Stenhousemuir      |
| Gala Fairydean Rovers            | 1:5      | Queen of the South    |
| FC Queen’s Park                  | 2:1      | FC East Stirlingshire |
| St. Cuthbert Wanderers           | 0:3      | Brechin City          |

## 2. Runde
Ausgetragen wurden die Begegnungen am 15. Januar 1972. Die Wiederholungsspiele fanden am 19. und 20. Januar 1972 statt.
|                                  | Ergebnis |                         |
| -------------------------------- | -------- | ----------------------- |
| Albion Rovers                    | 3:2      | FC Queen’s Park         |
| Burntisland Shipbuilding Company | 1:4      | Elgin City              |
| Forfar Athletic                  | 2:2      | FC Stranraer            |
| FC Huntly                        | 0:2      | Hamilton Academical     |
| FC Inverness Thistle             | 3:4      | FC Inverness Caledonian |
| Queen of the South               | 0:0      | Berwick Rangers         |
| Raith Rovers                     | 2:1      | Brechin City            |
| Stirling Albion                  | 1:2      | Alloa Athletic          |

### Wiederholungsspiele
|                 | Ergebnis |                    |
| --------------- | -------- | ------------------ |
| Berwick Rangers | 0:1      | Queen of the South |
| FC Stranraer    | 1:2      | Forfar Athletic    |

## 3. Runde
Ausgetragen wurden die Begegnungen am 5. Februar 1972. Die Wiederholungsspiele fanden am 9. Februar 1972 statt.
|                     | Ergebnis |                         |
| ------------------- | -------- | ----------------------- |
| FC Arbroath         | 1:3      | Airdrieonians FC        |
| Celtic Glasgow      | 5:0      | Albion Rovers           |
| FC Clyde            | 0:1      | Ayr United              |
| FC Clydebank        | 1:1      | FC East Fife            |
| FC Dumbarton        | 3:1      | Hamilton Academical     |
| FC Dundee           | 3:0      | Queen of the South      |
| Dundee United       | 0:4      | FC Aberdeen             |
| Elgin City          | 3:1      | FC Inverness Caledonian |
| FC Falkirk          | 2:2      | Glasgow Rangers         |
| Forfar Athletic     | 0:1      | FC St. Mirren           |
| Heart of Midlothian | 2:0      | FC St. Johnstone        |
| FC Kilmarnock       | 5:1      | Alloa Athletic          |
| Greenock Morton     | 1:0      | FC Cowdenbeath          |
| FC Motherwell       | 2:0      | FC Montrose             |
| Partick Thistle     | 0:2      | Hibernian Edinburgh     |
| Raith Rovers        | 2:0      | Dunfermline Athletic    |

### Wiederholungsspiele
|                 | Ergebnis |              |
| --------------- | -------- | ------------ |
| FC East Fife    | 0:1      | FC Clydebank |
| Glasgow Rangers | 2:0      | FC Falkirk   |

## Achtelfinale
Ausgetragen wurden die Begegnungen am 26. Februar 1972. Das Wiederholungsspiel fand am 1. März 1972 statt.
|                     | Ergebnis |                  |
| ------------------- | -------- | ---------------- |
| FC Aberdeen         | 1:0      | Greenock Morton  |
| Ayr United          | 0:0      | FC Motherwell    |
| Celtic Glasgow      | 4:0      | FC Dundee        |
| FC Dumbarton        | 0:3      | Raith Rovers     |
| Elgin City          | 1:4      | FC Kilmarnock    |
| Heart of Midlothian | 4:0      | FC Clydebank     |
| Hibernian Edinburgh | 2:0      | Airdrieonians FC |
| FC St. Mirren       | 1:4      | Glasgow Rangers  |

### Wiederholungsspiel
|               | Ergebnis |            |
| ------------- | -------- | ---------- |
| FC Motherwell | 2:1      | Ayr United |

## Viertelfinale
Ausgetragen wurden die Begegnungen am 18. März 1972. Die Wiederholungsspiele fanden am 27. März 1972 statt.
|                     | Ergebnis |                     |
| ------------------- | -------- | ------------------- |
| Celtic Glasgow      | 1:1      | Heart of Midlothian |
| Hibernian Edinburgh | 2:0      | FC Aberdeen         |
| FC Motherwell       | 2:2      | Glasgow Rangers     |
| Raith Rovers        | 1:3      | FC Kilmarnock       |

### Wiederholungsspiele
|                     | Ergebnis |                |
| ------------------- | -------- | -------------- |
| Heart of Midlothian | 0:1      | Celtic Glasgow |
| Glasgow Rangers     | 4:2      | FC Motherwell  |

## Halbfinale
Ausgetragen wurden die Begegnungen im April 1972 im Hampden Park von Glasgow. Das Wiederholungsspiel fand im April 1972 ebenfalls im Hampden Park statt.
|                 | Ergebnis |                     |
| --------------- | -------- | ------------------- |
| Celtic Glasgow  | 1:0      | FC Kilmarnock       |
| Glasgow Rangers | 1:1      | Hibernian Edinburgh |

### Wiederholungsspiel
|                     | Ergebnis |                 |
| ------------------- | -------- | --------------- |
| Hibernian Edinburgh | 2:0      | Glasgow Rangers |

## Finale
| Celtic Glasgow                        | Celtic Glasgow | Hibernian Edinburgh | Hibernian Edinburgh |
| ------------------------------------- | --- | --- | ------------------- |
| Celtic Glasgow                        | \| Finale \| \| 6. Mai 1972 in Glasgow (Hampden Park) \| \| Ergebnis: 6:1 (2:1) \| \| Zuschauer: 106.102 \| \| Schiedsrichter: A. McKenzie \| \| Spielbericht \|                         | \| Finale \| \| 6. Mai 1972 in Glasgow (Hampden Park) \| \| Ergebnis: 6:1 (2:1) \| \| Zuschauer: 106.102 \| \| Schiedsrichter: A. McKenzie \| \| Spielbericht \|                                          | Hibernian Edinburgh |
| Celtic Glasgow                        | Evan Williams – Jim Craig, Jim Brogan, Billy McNeill, George Connelly – Bobby Murdoch, Jimmy Johnstone, Kenny Dalglish, Tommy Callaghan – John Deans, Lou Macari Cheftrainer: Jock Stein | Jim Herriot – John Brownlie, Erich Schaedler, Jim Black, John Blackley – Pat Stanton, Alex Edwards, John Hazel, Arthur Duncan (??. Bertie Auld) – Jimmy O’Rourke, Alan Gordon Cheftrainer: Eddie Turnbull | Hibernian Edinburgh |
| Celtic Glasgow                        | 1:0 Billy McNeill (2.) 2:1 John Deans (23.) 3:1 John Deans (54.) 4:1 John Deans (74.) 5:1 Lou Macari (83.) 6:1 Lou Macari (87.)                                                          | 1:1 Alan Gordon (12.) | Hibernian Edinburgh |
| Finale                                | | |                     |
| 6. Mai 1972 in Glasgow (Hampden Park) | | |                     |
| Ergebnis: 6:1 (2:1)                   | | |                     |
| Zuschauer: 106.102                    | | |                     |
| Schiedsrichter: A. McKenzie           | | |                     |
| Spielbericht                          | | |                     |